# Philibertia longistyla
Philibertia longistyla là một loài thực vật có hoa trong họ La bố ma. Loài này được Goyder mô tả khoa học đầu tiên năm 2004.